# Franco Anelli (rettore)
Franco Anelli (Piacenza, 26 giugno 1963 – Milano, 23 maggio 2024) è stato un giurista italiano, rettore dell'Università Cattolica del Sacro Cuore dal 1º gennaio 2013 fino al giorno della morte.

## Biografia
Si diplomò al Liceo Scientifico "Lorenzo Respighi" di Piacenza nel 1982 e si laureò poi in giurisprudenza presso l'Università Cattolica del Sacro Cuore di Milano, conseguendo successivamente il dottorato di ricerca in diritto commerciale. Superato l'esame di Stato per l'accesso all'avvocatura, si iscrisse all'Ordine il 21 gennaio 1991 e divenne avvocato cassazionista il 7 dicembre 1998.
Nel 1996 fu nominato professore straordinario di diritto civile presso la facoltà di Giurisprudenza dell'Università di Parma. In seguito diventò professore ordinario presso l'Università Cattolica del Sacro Cuore, dove insegnò istituzioni di diritto privato dapprima nella sede di Piacenza e dall'anno accademico 2011/2012 a Milano. Fu curatore dell'edizione del Manuale di diritto privato di Andrea Torrente e Piero Schlesinger, pubblicato da Giuffrè.
Prorettore dall'anno accademico 2004/05 e prorettore vicario dal 2010 al 2012, il 1º gennaio 2013 succedette a Lorenzo Ornaghi come rettore dell'Università Cattolica. Rimase in carica per tre mandati, fino alla morte.
Il 7 maggio 2022 papa Francesco lo nominò consultore della Congregazione per l'educazione cattolica.
Fu vice-presidente della Fondazione E4Impact e membro dei consigli di amministrazione della Fondazione Policlinico Universitario "A. Gemelli" IRCCS e di Avvenire Nuova Editoriale Italiana S.p.A.
Franco Anelli morì suicida il 23 maggio 2024, all'età di 60 anni, gettandosi dal sesto piano del condominio in cui viveva. Era alla fine del suo terzo mandato da rettore.

## Opere

### Monografie
- Caso fortuito e rischio di impresa nella responsabilità del vettore, Giuffrè, Milano, 1990, ISBN 88-14-02292-5.
- L'alienazione in funzione di garanzia, Giuffrè, Milano, 1996, ISBN 88-14-06112-2.
- Il matrimonio. Lezioni, Giuffrè, Milano, 1998, ISBN 88-14-06987-5.